# Markai
 (août 2025).
Motif : travail inédit / absence de sources secondaires
- Archive Wikiwix
- Bing
- Cairn
- DuckDuckGo
- E. Universalis
- Gallica
- Google
- G. Books
- G. News
- G. Scholar
- Persée
- Qwant
- (zh) Baidu
- (ru) Yandex

| 1. | Préciser le motif de la pose du bandeau. | Précisez le motif de la pose du bandeau en utilisant la syntaxe suivante : {{admissibilité à vérifier\|date=août 2025\|motif=remplacez ce texte par le motif}}              |
| 2. | Informer les utilisateurs concernés.     | Pensez à avertir le créateur de l'article, par exemple, en insérant le code ci-dessous sur sa page de discussion : {{subst:avertissement admissibilité à vérifier\|Markai}} |

 (août 2025).
La mise en forme du texte ne suit pas les recommandations de Wikipédia : il faut le « wikifier ».
Les points d'amélioration suivants sont les cas les plus fréquents :
- Les titres sont pré-formatés par le logiciel. Ils ne sont ni en capitales, ni en gras.
- Le texte ne doit pas être écrit en capitales (les noms de famille non plus), ni en gras, ni en italique, ni en « petit »…
- Le gras n'est utilisé que pour surligner le titre de l'article dans l'introduction, une seule fois.
- L'italique est rarement utilisé : mots en langue étrangère, titres d'œuvres, noms de bateaux, etc.
- Les citations ne sont pas en italique mais en corps de texte normal. Elles sont entourées par des guillemets français : « et ».
- Les listes à puces sont à éviter, des paragraphes rédigés étant largement préférés. Les tableaux sont à réserver à la présentation de données structurées (résultats, etc.).
- Les appels de note de bas de page (petits chiffres en exposant, introduits par l'outil «  Source ») sont à placer entre la fin de phrase et le point final[comme ça].
- Les liens internes (vers d'autres articles de Wikipédia) sont à choisir avec parcimonie. Créez des liens vers des articles approfondissant le sujet. Les termes génériques sans rapport avec le sujet sont à éviter, ainsi que les répétitions de liens vers un même terme.
- Les liens externes sont à placer uniquement dans une section « Liens externes », à la fin de l'article. Ces liens sont à choisir avec parcimonie suivant les règles définies. Si un lien sert de source à l'article, son insertion dans le texte est à faire par les notes de bas de page.
- La présentation des références doit suivre les conventions bibliographiques. Il est recommandé d'utiliser les modèles {{Ouvrage}}, {{Chapitre}}, {{Article}}, {{Lien web}} et/ou {{Bibliographie}}. Le mode d'édition visuel peut mettre en forme automatiquement les références.
- Insérer une infobox (cadre d'informations à droite) n'est pas obligatoire pour parachever la mise en page.

Pour une aide détaillée, merci de consulter Aide:Wikification.
Si vous pensez que ces points ont été résolus, vous pouvez retirer ce bandeau et améliorer la mise en forme d'un autre article.
La maison de Markai (ou de Marquay, de Marquais) est une ancienne famille noble d’Artois, attestée du IXe siècle au XIXe siècle, dont les membres furent liés à de nombreux fiefs et alliances régionales.

## Origines et premières mentions (IXe – XIIIe siècles)
Les premières mentions de la famille apparaissent dans des chartes et actes conservés dans les cartulaires artésiens. 
- En 843, des possessions à Marquay et Warlus sont signalées dans des actes de l’abbaye de Saint-Vaast d’Arras.[3]
- En 1178, Gauwin de Markai est cité comme témoin d'une charte confirmant des donations à l’abbaye d’Anchin.[4]

## Moyen Âge classique (XIVe – XVe siècles)
La famille se distingue par des alliances avec plusieurs lignages artésiens :
- Alliances avec les maisons de Habarcq, Avesnes, Montmorency, Bernemicourt, Biencourt, Le Josne de Contay et Werchin.[1]
- En 1415, Palamède de Markai meurt à la bataille d’Azincourt aux côtés de la noblesse artésienne.[2]
- Au XVe siècle, Robert de Markai est mentionné comme juge dans les procédures de répression contre les Vaudois dans la région d’Arras.[5]

## Époque moderne (XVIe – XVIIIe siècles)
La maison de Markai conserve plusieurs fiefs et poursuit une politique d’alliances matrimoniales :
- Des possessions sont attestées à Aubigny-en-Artois, Givenchy-le-Noble et Warlus dans les aveux et terriers des XVIe et XVIIe siècles.[6]
- Plusieurs membres apparaissent dans les rôles fiscaux et les montres de noblesse de l’Artois éditées aux XVIIe et XVIIIe siècles.[1]

## Fin de l'Ancien Régime et Révolution (XVIIIe – XIXe siècles)
- Des documents du cadastre napoléonien (1836) attestent encore la présence de biens anciens de la famille à Marquay et Warlus.[7]
- La famille s’éteint progressivement au cours du XIXe siècle, après avoir transmis ou vendu la majorité de ses possessions.

## Personnages notables
- Gauwin de Markai : témoin d'une charte de 1178 pour l'abbaye d'Anchin.[4]
- Palamède de Markai : mort à la bataille d’Azincourt (1415).[2]
- Robert de Markai : juge impliqué dans la répression des Vaudois au XVe siècle.[5]

## Fiefs et possessions
- Seigneurie de Marquay (Pas-de-Calais), berceau familial.[2]
- Biens attestés à Warlus, Aubigny-en-Artois, Givenchy-le-Noble, Habarcq.[1][7]

## Alliances
- Habarcq
- Avesnes
- Montmorency
- Bernemicourt
- Biencourt
- Le Josne de Contay
- Werchin[1]

La famille de Markai est une ancienne maison noble d'Artois, attestée du XIIe siècle au XVIIe siècle, dont l'origine remonte à la création du village stratégique de Markai après le traité de Verdun en 843. Les seigneurs de Markai furent seigneurs de Marquay et s'illustrèrent dans l'administration de la province d'Artois jusqu'à l'extinction de leurs branches nobles au XVIIe siècle.

## Origines du fief (843)

### Fondation du village de Markai
Après le partage de l'Empire carolingien par le traité de Verdun en 843, l'Artois, attribué à Charles le Chauve, devient une terre frontalière de la Francie occidentale. Sur cette nouvelle frontière naît un village stratégique dénommé Markai, de l'ancien terme germanique marka signifiant « frontière ».
L'importance stratégique du lieu est renforcée par sa position à la limite des diocèses d'Arras et de Boulogne. Ce toponyme constituera la racine du nom de famille de ses futurs seigneurs.

## Lignée noble d'Artois (XIIe-XVIIe siècles)

### Les premiers seigneurs (XIIe-XIIIe siècles)

#### Gauwin de Markai (vers 1178)
Gauwin de Markai, premier membre attesté de la lignée, porte le titre de chevalier (Miles) et apparaît comme témoin dans une charte de 1178. Sa présence valide un acte officiel, attestant de son rang éminent au sein de la noblesse d'Artois sous les règnes de Louis VII et Philippe Auguste. Il est contemporain du châtelain de Coucy.

#### Robert de Markai (vers 1221)
Robert de Markai (graphie d'époque : Marquez), fils présumé du précédent, est chevalier sous Philippe Auguste. En 1221, peu après la victoire de Bouvines (1214), il apparaît comme témoin dans la charte accordée par Pontius, évêque d'Arras, à l'abbaye de Saint-Éloi. Le château de Marquay est déjà mentionné à cette époque comme berceau de la famille.

### Consolidation du pouvoir (XIVe-XVe siècles)

#### Jehan de Markai (ca. 1232 – après 1302)
Jehan de Markai, écuyer, assure la continuité de la lignée sur une période de soixante-dix ans, couvrant les règnes de Saint Louis et Philippe IV le Bel. En 1302, à l'âge avancé de 70 ans, il est cité comme témoin dans un procès seigneurial concernant des droits de chasse à Hesdin.

#### Palamède de Markai († 25 octobre 1415)
Palamède de Markai, écuyer, membre de l'armée royale française sous Charles VI, trouve la mort le 25 octobre 1415 à la bataille d'Azincourt,. Son sacrifice sur le champ de bataille, à quelques lieues de ses terres, en fait une figure héroïque de la noblesse d'Artois. Son nom figure sur les listes des morts de cette bataille.

### Apogée de la maison (XVe-XVIe siècles)

#### La lignée de Marquay
Colart de Markai, dit Lupart, écuyer et seigneur de Marquay, épouse en 1424 Jeanne de Valhuon, héritière de la noblesse locale. Son fils Tassart de Markai, dit Harpin, épouse Isabelle de Pontallier et devient le patriarche d'une génération qui propulsera la maison au sommet du pouvoir en Artois.

#### Robert de Markai († 1497) - L'apogée du pouvoir
Robert de Markai († 1497), écuyer, seigneur de Givenchy-lès-Avesnes et Villers-Châtel, lieutenant-général du gouverneur d'Arras, représente l'apogée de la puissance familiale,.
En 1460, en tant que plus haut magistrat d'Arras, il préside la controversée "Vauderie d'Arras". Bien que publiquement désavoué par le Parlement de Paris en 1491, il n'est pas inquiété, témoignant de son immense influence. Son blason familial était probablement fretté d'or et d'azur de huit pièces.
Ses enfants réalisent des alliances prestigieuses :
Péronne de Markai épouse Hugues d'Amiens, seigneur de Moncheaux
Jeanne de Markai épouse Philippe Lejosne de Contay

#### Le transfert patrimonial aux d'Habarcq
Antoine de Markai, écuyer, ne devient seigneur de Marquay qu'en 1485 en rachetant le fief à son cousin Jean de Markai. Sa sœur Antoinette de Markai († 1529), dame de Marquay, Givenchy et Colocamp, épouse Pierre d'Habarcq († 1535), gouverneur d'Arras et capitaine des gardes de l'empereur Charles Quint.
Ce mariage marque le transfert du cœur du patrimoine Markai à la maison d'Habarcq.

### Déclin et extinction (XVIe-XVIIe siècles)

#### Les dernières générations nobles
Pierre de Markai (actif en 1526), écuyer, seigneur de Villers et lieutenant-général du bailliage d'Arras sous François Ier, perpétue la tradition familiale en occupant la plus haute charge judiciaire d'Arras,.
Son fils Jean de Markai, homme d'armes dans la compagnie du vicomte de Gand, épouse en 1565 Claudine des Cordes. Son fils Charles et ses neveux s'illustrent dans une querelle d'honneur sanglante contre la famille de Lannoy à Ablain-Saint-Nazaire, marquant le "chant du cygne" de cette noblesse fière mais en déclin.

#### Extinction de la branche ainée
Sous les règnes de Louis XIII et Louis XIV, les dernières branches nobles, notamment celles des seigneurs de Villers, Verquin et Manchecourt, s'éteignent définitivement. Le nom disparaît des registres de la noblesse d'Artois.

## Transmission de la seigneurie

### Succession seigneuriale de Marquay
La seigneurie de Marquay se transmet selon la succession suivante :
| Période                                | Seigneur       | Titrevers 1178-vers 1221-1232-1302--1415-XVe s.-XVe s.-1485--1529} 1789 : Abolition des privilèges par l'Assemblée constituante 1792 : Suppression définitive de la féodalité Les anciennes terres seigneuriales deviennent propriétés privées ordinaires L'évolution du patronyme reflète les transformations sociales et politiques : XIIe-XVe siècles : Markai, Marquez (graphies médiévales) XVe-XVIIIe siècles : de Markai (avec particule nobiliaire) 1836 : Markai (perte officielle de la particule) Les armoiries présumées de la famille, d'après les sources héraldiques, seraient : \| [[Fichier:{{{image}}}\\|100px\\|Blason]] \| Blasonnement : \|. Dictionnaire Historique, 1884 Noblesse et Chevalerie Généalogie d'Habarcq Généalogie Le Josne de Contay Cadastre napoléonien, 1836 Archives du Pas-de-Calais Archives du Nord État civil de Marseille, vol. TD31 registre 2 Abbaye Saint-Vaast Marquay Seigneurie Noblesse d'Artois Bataille d'Azincourt Vauderie d'Arras Maison d'Habarcq - Commission départementale des monuments historiques, Dictionnaire historique et archéologique du département du Pas-de-Calais, vol. III, Arras, CDMH, 1884 - Paul André Roger, Noblesse et chevalerie du comté de Flandre, d'Artois et de Picardie, Amiens, Carpentier, 1843 (lire en ligne) - Alphonse Brémond, Histoire généalogique de l’ancienne et illustre maison de Beaufort d’Artois, 1876 - Jacques Du Clercq, Mémoires (1424-1467), 1826 - Jean-Pierre Gerzaguet (éd.), Les chartes de l’abbaye d’Anchin (1079-1201), 1878 - Ordonnance royale du 23 juillet 1759 (Isles sous le Vent) - Archives départementales du Pas-de-Calais : série 3 P (cadastre 1836) |
| -------------------------------------- | -------------- | --- |
| [[Fichier:{{{image}}}\|100px\|Blason]] | Blasonnement : | |